# Рукопись «Хамсе» (1636)
Рукопись «Хамсе» — переписанная в 1636 году рукопись, содержащая четыре поэмы из «Хамсе» классика персидской литературы Низами Гянджеви. Хранится в Институте рукописей Национальной академии наук Азербайджана. Поэмы расположены в следующем порядке: «Махзан ал-асрар» (1б−38б), «Хафт пейкар» (39б−129а), «Хосров и Ширин» (129б−242а), «Искандер-наме» (242б−408а). 
Список начинается цветочно-орнаментированным фронтисписом, исполненным на высоком художественном уровне жидким золотом, лазурью, белилами и красными красками. Перед началом каждой поэмы имеется унван довольно тонкой работы, исполненный теми же красками, что и фронтиспис.
В рукописи имеется одиннадцать изящных миниатюр исфаханской школы персидской живописи, представляющих исключительный интерес для изучения миниатюрного искусства XVII века. Текст переписан в четыре столбца некрупным каллиграфическим чётким насталиком на тонкой восточной бумаге горчичного цвета и обрамлен голубыми, черными и золотистыми линиями. На полях имеются редкие глоссы. Переплет — кожаный, малинового цвета. Дата завершения рукописи на листе 408 отмечена 1046 годом хиджры (1636/1637), которая позднее явно переделана на 746 год. Переписчик — Дуст Мухаммад ибн Дарвин ад Дарахджи. Количество листов — 408. Размер: 17 × 23 см, шифр: М-207.
Уникальность данного списка заключается в том, что переписчик после завершения изготовления рукописи приобрёл наиболее древний список «Хамсы» и путём текстологического сличения дал исчерпывающие заметки разночтений на полях рукописи. Рукопись привлекает внимание своим оформлением и палеографическими особенностями. Заглавие каждой поэмы украшено изящным орнаментом, выполненный золотом и яркими красками.

## Галерея миниатюр

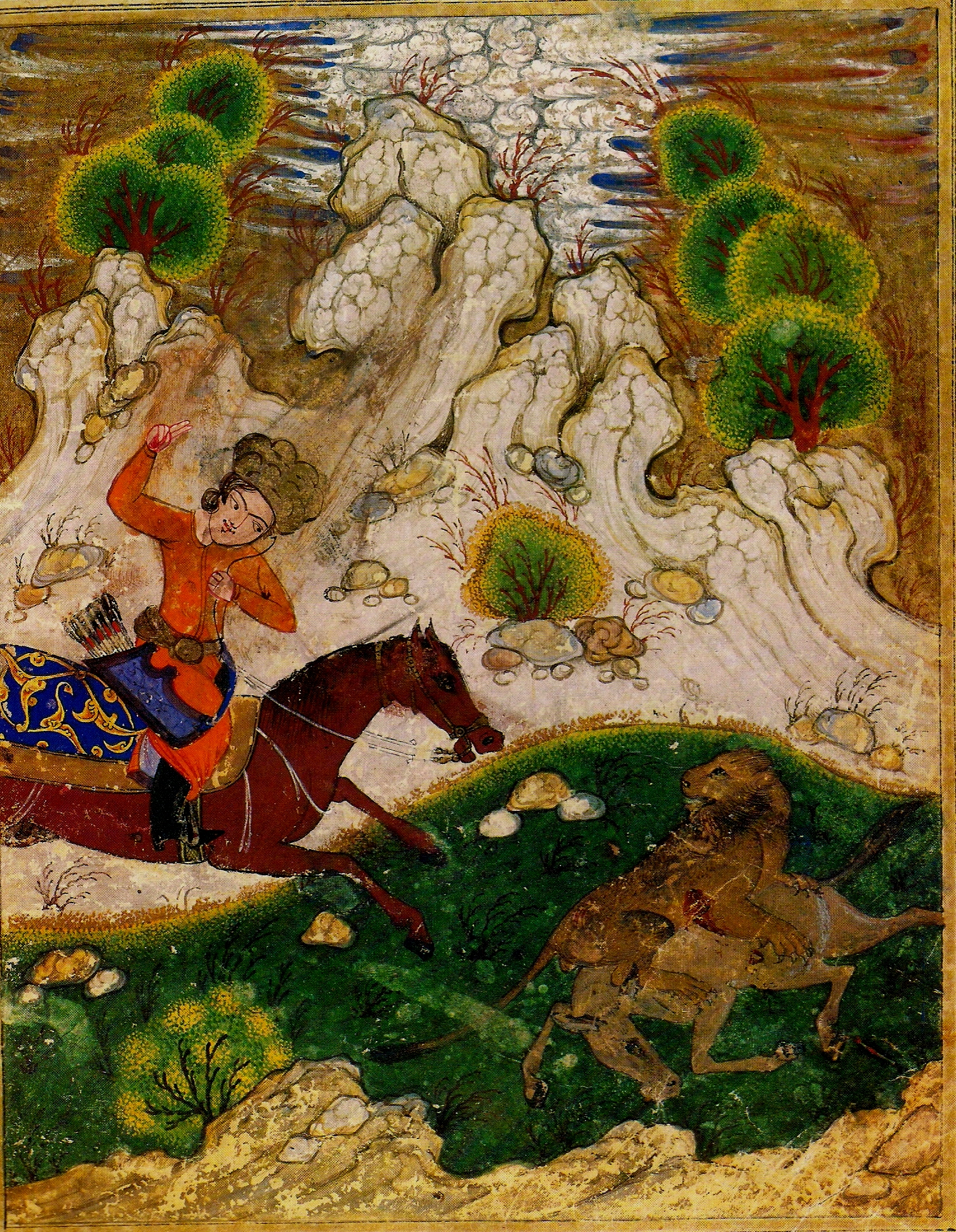
Бахрам на охоте. «Семь красавиц»
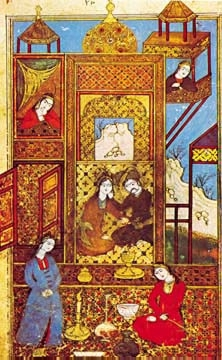
Бахрам в жёлтом павильон. «Семь красавиц»
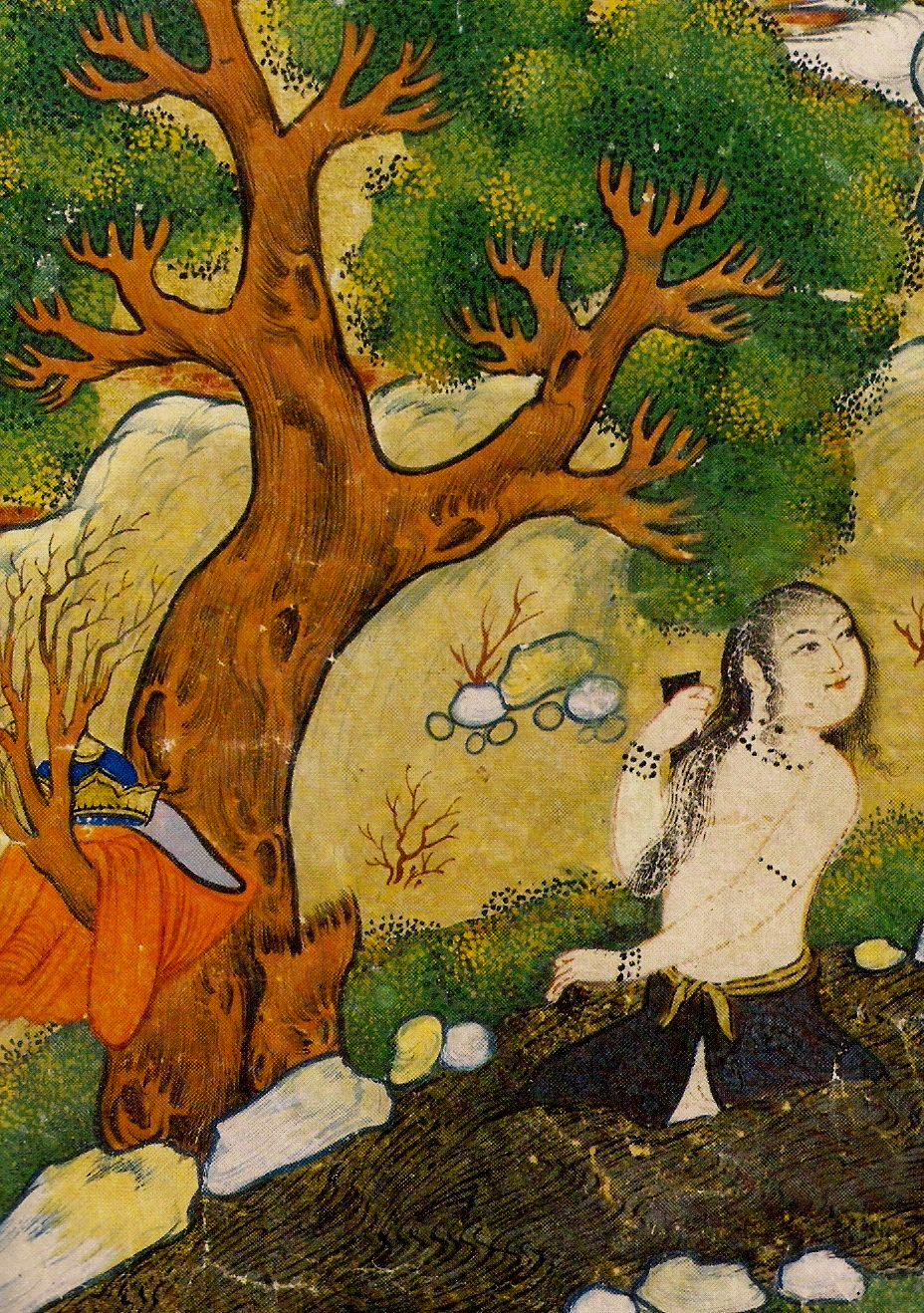
Купающаяся Ширин. «Хосров и Ширин»
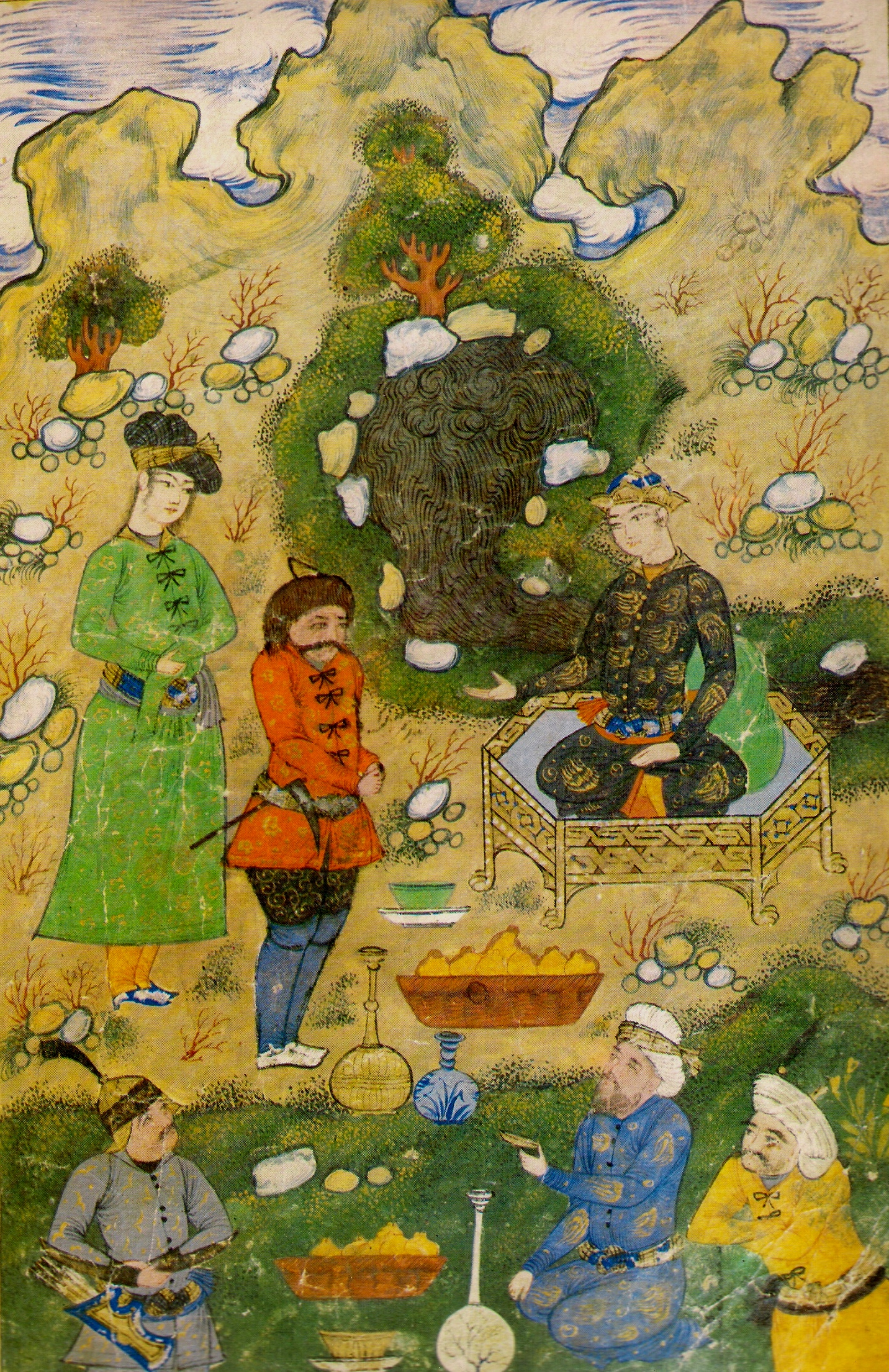
Фархад на приёме у Хосрова. «Хосров и Ширин»
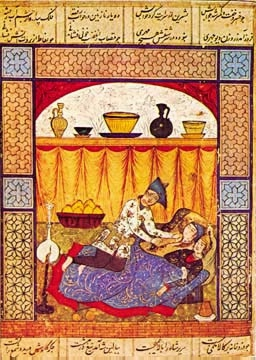
Смерть Хосрова. «Хосров и Ширин»